# 서경자
서경자(徐敬子, Suh Kyoung Ja, 1955년 3월 15일~)는 우주만물창조의 원천인 기(氣)의 흐름을 치유미학으로 표출하는 대한민국의 화가이다.

## 생애

(위 왼쪽부터 시계회전방향으로)부모님과 서경자 결혼식폐백사진, 1979년. 자화상, 55×46㎝ oil on canvas, 1975. 대학2학년 때 홍익대교정에서. (사진제공=서경자)

서경자는 1955년 3월15일 전라남도 목포시 호남동에서 교육자이신 아버지 서용수(徐龍秀,1924~2004) 어머니 이북례(李北禮,1927~2020) 사이에 3남2녀 중 차녀로 출생했다. 목포여중, 목포제일여고 재학 시 학교 앞 유달산과 바다 쪽 삼학도를 바라보며 화가의 꿈을 키웠다.
1974년 홍익대학교 미술교육과에 입학하여 재학 중 박서보(朴栖甫,1931~), 하종현(河鐘賢,1935~), 최명영(崔明永,1941~), 서승원(徐承元,1942~)교수에게 지도 받았고 1978년 졸업했다. 2005년 홍익대학교 미술대학원에서 판화전공했고 2007년 석사졸업 했다. 서경자는 1979년 반려자 김종섭(金種涉,1948~2016)과 결혼했고 슬하에 1남1여를 두었다.

(위 왼쪽부터 시계회전방향으로)침묵의 무늬(Figures of Silence), 38.0×46.0㎝ 아크릴, 오일파스텔, 오일스틱, 1996. 침묵의 무늬, 147×110㎝ 아크릴, 1999. The Sound of life, 70×24.5㎝ etching, aquatint, 2004. Juding others, 29.5×39.5㎝ etching, aquatint, 2002. (사진=손영자)

## 판화와 크로키 인체움직임 탐구(1990~2004)
아크릴과 먹, 오일 스틱(Oil stick) 등 여러 재료를 활용하여 크로키(croquis)로 인체의 움직임을 연구했던 때이다. 동판화는 홍익대학교 대학원시절 판화를 전공하게 되었는데 에칭(etching)의 날카로운 선(線)이 인체를 흑백으로 표현하는데 매료되어 몰두했다. 작은 종이에 그린 여러 작품들을 콜라주(collage)기법으로 제작하여 커다란 하나의 작품으로 완성하였다. 또한 4호 정도크기의 캔버스 작품 수백 개를 제작하여 큰 한 작품으로 조합하기도 하고 각각 하나의 작품으로도 감상할 수 있도록 작업했다.
“화가 서경자가 추상 표현주의적 관점으로 해석한 여성얼굴의 실루엣, 손바닥, 여성누드인체, 하트마크 등을 선묘(線描)와 다채색으로 제시하고 있다. 동양철학에서 채움과 비움은 양(陽)과 음(陰)이라는 동일한 진리의 순환고리이다. 따라서 서경자 작품세계는 양과 음의 대립적인 그러면서도 화해적인 철학적 사고로부터 유래하는 해석을 가능하게 만든다.”
“서경자의 작품들을 가로지르는 고통스러운 소용돌이는 그녀가 자신을 에워싼 세계와 대화하는 엄격한 공감을 입증한다. 이것은 마치 명상 속에서 스스로를 표현하는 충만감이며 때로는 삶의 소리들에 대한 연작에 영감을 주는 현실세계의 과다한 교란이다. 그럼에도 불구하고 매번 이것은 세계를 활기차게 만드는 결합의 조화이다.”

(위 왼쪽부터 시계회전방향으로)Meditation 67×45㎝ Mono print, 2005. Meditation, 60.67×45㎝ acrylic on canvas, 2006. The Blue, 116.7×91㎝, 2010. Meditation, 91×91㎝, 2006. (사진=손영자)

## 자연과 교감 ‘명상’시리즈 탄생(2005~2010)
‘명상(Meditation)’이라는 명제가 처음 발표되고 이 시리즈회화작품이 나타나기 시작한 때이다. 그 시절 서울도심에서 벗어난 지역에서 자연과 교감하며 자연스럽게 표출된 작업이다. “서경자의 추상적인 원은 흥분되고 감각적인 떨림으로 그 주변에 서서히 퍼져 나간다. 그녀의 회화적 탐구는 현실을 둘러싸고 있는 보이지 않는 끈을 발견해 가는데 흥분을 느끼며 공기, 물, 증기, 식물과 같은 미세한 유기물요소를 탐색하고 있다.”
“서경자 작가의 모노크롬 경향은 청색을 지향한다. 푸른색은 이상향의 대명사이다. 굵고 곧은 나무줄기의 모습처럼 이상향에 대한 그녀의 동경은 매우 솔직하고 강렬하다. 그녀의 의식세계 저편의 모습을 표현한 것으로서 무채색인 회색으로 점철된 작품의 배경은 매우 광활하다.”
“서경자 작가는 화면에 스프레이로 검은 색, 녹색을 농도별로 뿌리고 다 마르기를 기다려 다시금 원과 같은 형태를 주거나 실선이나 점선으로 선묘효과를 준다. 사실 화면을 부유하는 물무늬, 바람무늬는 바탕의 정교한 처리 없이는 생각키 어렵다. 먹색 계통의 바탕에다 노랑과 녹색의 채도 높은 색이 덧붙여짐으로써 한층 효과적인 조형적 묘미를 자아내고 있다.”

(위 왼쪽부터 시계회전방향)The blue, 193.9×112.1㎝, acrylic on canvas, 2011. The blue, 259.1×193.9㎝(×2), 2011. Meditation, 162×97㎝(×4), 2016, 작품 앞 서양화가 서경자 (전시장사진=권동철). The Blue, 72.7×120㎝(×2), 2010. (사진=손영자)

## 블루컬러 마음의 운율과 정신성(2011~2017)
하늘과 산, 들과 호수 등 산하(山河)의 자연에서 얻은 영감을 바탕으로 조선후기 문인화의 사의성(寫意性)처럼 마음의 운율을 수용해내는 정신성을 독자적 회화로 표출하게 된다. 붓도 운용하지만 블루(Blue)가 주조색이 된다. 바탕에 흰색을 반복하여 얇게 계속 쌓고 다시 그 위에 같은 계통의 블루칼라를 겹겹 쌓음으로써 청명함을 극대화시키는 기법을 찾아냈다.
“서경자의 작품은 소란의 진원지로 부터의 파장의 퍼짐으로 표현된다. 그것이 꽃잎이건 이름 모를 풀이나 나뭇잎이건 파장들은 조화와 부조화를 통해 캔버스 위를 춤춘다. 그것이 상징적으로 때로는 직접적으로 보는 이가 맥박과 진동, 파장의 움직임을 심미적으로 느끼게 되는 이유이다.”
“난기류(亂氣流)처럼의 복잡하고 거추장스러운 군더더기를 배제하고 꾸미지 않는 느낌을 표현하고자 한다. 눈처럼 새하얗게 두드러진 꽃잎, 진한블루 안에서 아련하게 보이는 나뭇잎과 잔가지들 그리고 퍼져나가는 원….그 안 파편들이 화면 밖 세상으로 나가기 시작한다. 깊은 내면으로부터 솟아나는 기(氣)의 흐름을 표현해냈다.”

(위 왼쪽부터 시계회전방향)Meditation, 90.9×60.6㎝ acrylic on canvas, 2021. (사진=서경자) Meditation, 193.9×112.7㎝, 2022. Meditation, 116.8×91㎝(×3), 2021. (왼쪽부터)Meditation, 71.7×50㎝(×2) acrylic on canvas, 2021. Meditation, 90.9×60.6㎝, 2022. Meditation, 90.9×60.6㎝, 2022. (사진=권동철)

## 블루와 레드칼라 강렬한 에너지(2018~현재)
이전시기 오랫동안 블루칼라에 천착해 왔는데 여기에 레드칼라가 접목되면서 새롭고 강렬한 에너지를 드러내는 작업을 선보인다. 사막의 타오르는 붉은색 등과 ‘명상’세계의 하모니는 우주기운의 확장미학을 드러낸다.
“서경자의 블루는 그 색채에서 주는 창조적인 톤을 가지며 또한 그녀의 감정적인 톤까지 보여준다. 이는 단지 고르게 채워진 블루의 공간에서 뿐만 아니라 그녀의 모든 작품을 통해 고르게 나타난다. 이는 일반적인 평가가 아니며 현대미술계의 종사자들은 감성을 대변하는 고른 색채를 이뤄내는 것이 얼마나 어려운 것인가 이해할 것이다. 특히 이는 우리가 살아가는 이 역사적인 21세기에서는 더욱이 예술가로서의 대단한 업적이다.”
“태양계 행성의 공전을 연결해주는 푸르른 화음의 선율들이 드라마틱한 은막의 비밀처럼 우주의 밤에 스며든다. 긴 행렬의 영롱한 은하수 무리들이 북소리가 이끌어가는 유려한 선율을 따라 춤을 춘다. 빨갛고 노란, 푸르고 하얀 꽃잎들이 밤하늘에서 쏟아져 내린다. 부드러운 곡선, 삼각형의 띠, 별모양, 원 등의 기학적 도형을 통한 공간감을 살려내며 숭엄한 우주의 운율을 명상적 세계로 승화시켜나간다.”

## 평가
“판화가 서경자의 예술세계는 전통적인 판화기법에서 벗어나 있다. 그녀의 판화는 조금은 도식화된 패턴과 기법을 탈피하고 자신 감정의 자연스러운 흐름에 주목한다. 그러한 점에서 그녀의 판화는 회화라고 말할 수 있다. 밑그림을 그리고 그것을 본떠서 새겨내는 전통적인 판화가 아니라 한 폭의 그림을 그려내는 것이다.”
“서경자씨의 회화는 추상화더라도 끼탈스럽지 않고 편하고 친근감마저 준다. 화면 정황도 다소곳하고 가지런하다. 공간을 운용하는 방식이 수다스럽거나 과장되기보다 정갈하고 차분하다. 마음속에 있는 것들을 진솔하게 이끌어낸 탓이리라.”
“‘서구의 전위적 유행을 따르지 않고 자기의 길을 걷는 서경자라는 작가’가 있다는 점에서 희망적이다. 이미 사장되고 있는 길을 따라 걷는 것은 현명한 방법이 아니다. 물론 서경자 작가와 같이 예술 활동의 주제로서 ‘명상’을 택한 것은 현명한 선택이며 이는 역사적 파장과 앞께 앞으로 계속 이어질 것이다.”

## 개인전 및 단체전
개인전
- 2023 갤러리 화이트원
- 2022 갤러리 이즈
- 2018 예술의전당 한가람미술관
- 2014 태안문화회관(한국예총초대전)
- 2012 갤러리 팔레드서울, 부산G+갤러리
- 2011 갤러리 팔레드서울, Able Fine Art NY Gallery(뉴욕), 예술의전당한가람미술관
- 2010 가산화랑, 갤러리 수, 서울G+갤러리
- 2009 상해문화원(상해)
- 2008 9아트스페이스(베이징798), Gallery KOWA(도쿄)
- 2007 Calerie EVERARTS(파리), 성남아트센터, 한 갤러리
- 2005 갤러리 율, 홍익대학교미술관, 선화랑
- 2004 갤러리 가이아, 인 갤러리, Carrousel De Louvre(Paris)
- 2003 베네치아 갤러리, 대전현대갤러리, 판화미술제(예술의전당)
- 2002 갤러리 선
- 1999 모인화랑

단체전
- 1994 한국크로키전(신세계 미술관, 청주무심갤러리, 전주열화랑)
- 1995 서울환경미술제(예술의전당)
- 1996 韓中교류전(국립청주미술관)
- 2000 Japan-Korea(新井畫廊)
- 2002 홍익여성화가협회전(홍익대학교미술관)
- 2003 Contemporary Art of Korea(인사아트갤러리)
- 2004 한국작가100인초대전(LA Art 문화센터)
- 2006 국제미술협회전(세종문화회관)
- 2007 한국-중국 국제현대미술교류전(성남아트센터)
- 2010 선화랑 개관33주년기념전(선화랑)
- 2016 한국여류화가협회전(예술의전당한가람미술관)

## 미술관 소장
북경미술관(중국), 국립현대미술관아트뱅크, 상해문화원(중국)